# Brixia ranomafanensis
Brixia ranomafanensis är en insektsart som beskrevs av Synave 1965. Brixia ranomafanensis ingår i släktet Brixia och familjen kilstritar. Inga underarter finns listade i Catalogue of Life.